# La piccola

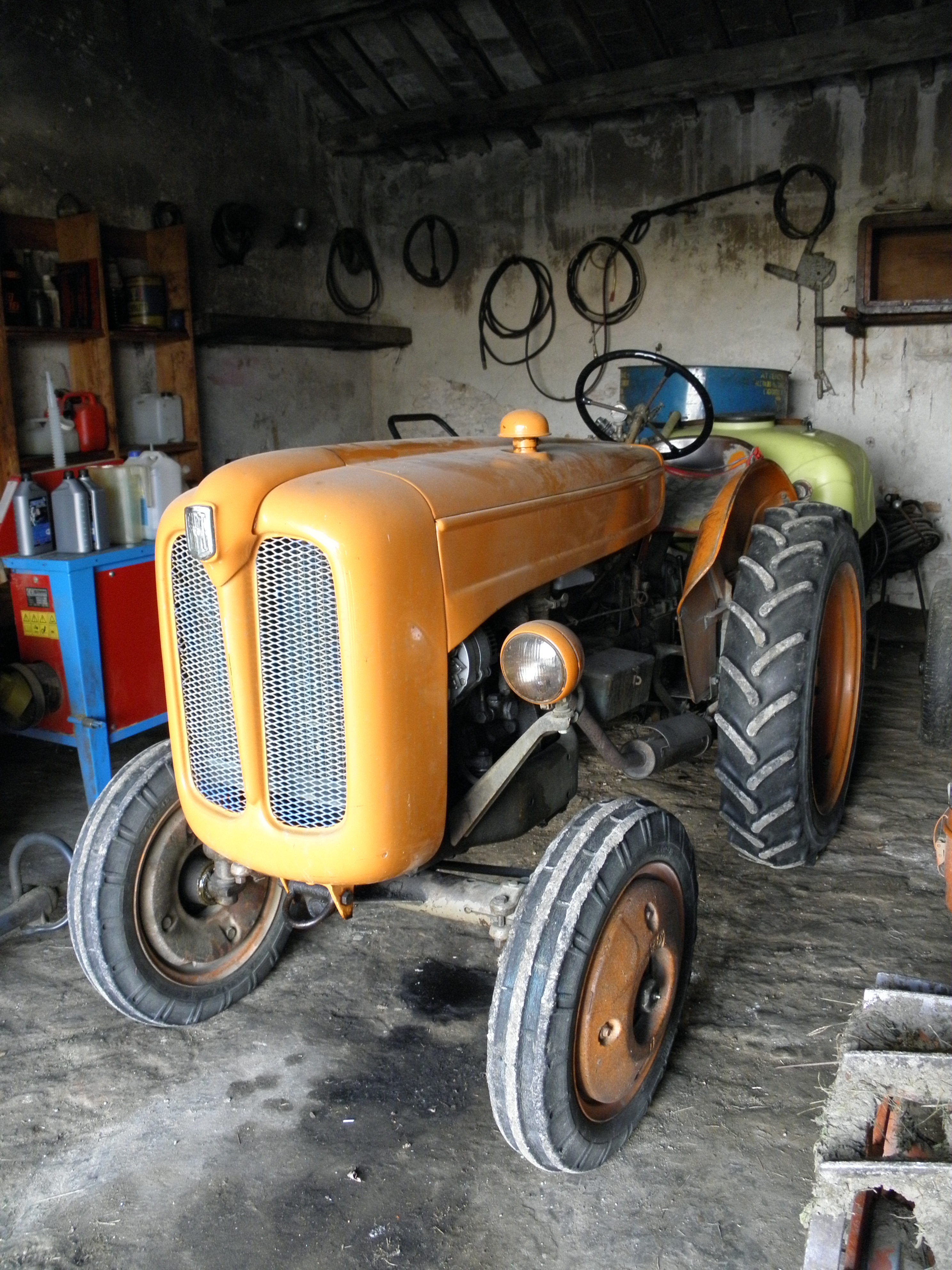
La piccola

La Piccola is een Fiat tractor, ook wel model 18 genoemd. Deze tractor kan grote karweien op kleine boerderijen aan, en kleine karweien op grote boerderijen aan.
Hij was enorm populair. Het eerste jaar werden er 2500 geregistreerd en werden 30 uitvoeringen gebouwd. Hij had 6 versnellingen vooruit en 2 achteruit en een watergekoelde motor van 18pk.